# Ninti
Ninti és la deessa sumèria de la vida.
Ninti és, també, una de les vuit deesses de la curació, creades per Ninhursag, per guarir el cos d'Enki. La seva àrea de curació específica eren les costelles (en sumeri Ti vol dir ‘costella’ i ‘viure’ alhora). Enki havia ingerit flors prohibides i va ser maleït per Ninhursag, que després va convèncer els altres déus que el guarissin. Alguns acadèmics suggereixen que aquest mite va servir per crear la història d'Eva, creada de la costella d'Adam al Gènesi